# 1980

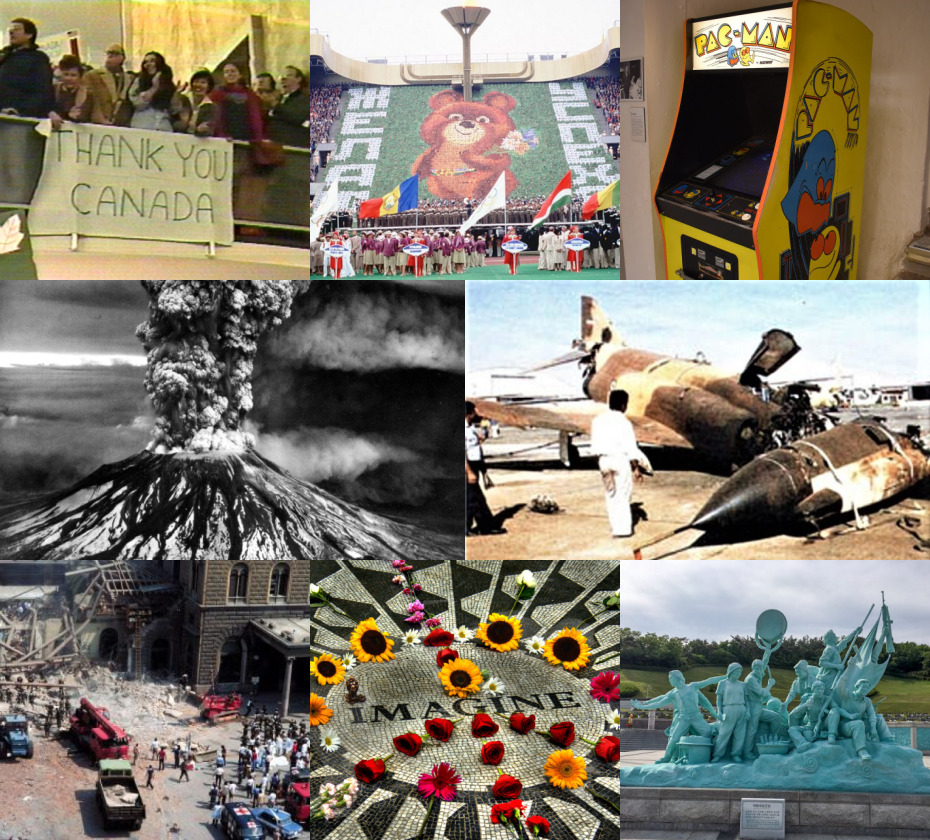

1980 (MCMLXXX) là một năm nhuận bắt đầu vào Thứ ba của lịch Gregory, năm thứ 1980 của Công nguyên hay của Anno Domini, the năm thứ 980  của thiên niên kỷ 2, năm thứ 80  của thế kỷ 20, và năm thứ  1   của thập niên 1980. 

## Sự kiện
- 1 tháng 1: Georges-André Chevallaz trở thành tổng thống Thụy Sĩ
- 2 tháng 1: Quân đội Xô Viết bắt đầu một chiến dịch lớn trong Afghanistan.
- 16 tháng 1: Botswana trở thành thành viên trong UNESCO
- 22 tháng 1: São Tomé, Príncipe trở thành thành viên của UNESCO
- 20 tháng 2: Bầu cử đầu tiên trong Zimbabwe sau Hiến pháp mới
- 6 tháng 3: St. Lucia trở thành thành viên của UNESCO
- 22 tháng 4: Phà Don Juan (Philippines) chìm sau khi chạm một tàu chở dầu. 313 người chết
- 25 tháng 4: Tây Ban Nha: Một chiếc Boeing 727 của Dan Air Services đâm vào núi. Tất cả 146 người trên máy bay đều chết.
- 4 tháng 5: Nam Tư. Tổng thống Josip Broz Tito chết trong Ljubljana.
- 17 tháng 5 - 18 tháng 5: Biểu tình chống chính phủ mới trong Hàn Quốc bị dập tắt. 207 người chết, tròn 1000 người bị thương nặng.
- 18 tháng 7: Maldives trở thành thành viên của UNESCO
- 23 tháng 7: Phạm Tuân (sinh năm 1947) là nhà du hành vũ trụ đầu tiên của Việt Nam và châu Á bay lên vũ trụ. Cũng có thể nói ông là người đầu tiên từ một nước đang phát triển hay nước thuộc Thế giới thứ ba bay vào không gian
- 1 tháng 8 đến 14 tháng 8: Bão lốc Allen trong Caribbean, khoảng 300 người chết
- 12 tháng 8: Paraguay trở thành thành viên trong ALADI (Asociación Latinoamericana de Integración)
- 25 tháng 8: Zimbabwe trở thành thành viên Liên Hợp Quốc.
- 12 tháng 9: Đảo chính của giới quân sự trong Thổ Nhĩ Kỳ.
- 17 tháng 9: Bắt đầu chiến tranh giữa Iraq, Iran
- 22 tháng 9: Zimbabwe trở thành thành viên của UNESCO
- 29 tháng 9: Tonga trở thành thành viên của UNESCO
- 10 tháng 10: Động đất tại Algérie, khoảng 20.000 người chết
- 23 tháng 11: Động đất tại Nam Ý, khoảng 3.000 người chết, 200.000 người mất nhà cửa
- 8 tháng 12: Vụ ám sát John Lennon

## Sinh

### Tháng 1
- 2 tháng 1: Jérôme Pineau, tay đua xe đạp Pháp
- 3 tháng 1: Bryan Clay, vận động viên điền kinh Mỹ
- 4 tháng 1: Jaroslaw Popowytsch, tay đua xe đạp Ukraina
- 5 tháng 1: Sebastian Deisler, cầu thủ bóng đá Đức
- 6 tháng 1: Mihael Mikić, cầu thủ bóng đá Croatia
- 7 tháng 1: 
  - David Arroyo, tay đua xe đạp Tây Ban Nha
  - Margarita Breitkreiz, nữ diễn viên Đức
- 8 tháng 1:
  - Lucia Recchia, nữ vận động viên chạy ski Ý
  - Hubertus Grimm, diễn viên Đức
- 9 tháng 1: Sergio García, người chơi golf
- 16 tháng 1: Cornelia Hirsch, nữ chính trị gia Đức, nghị sĩ quốc hội liên bang
- 17 tháng 1: Zooey Deschanel, nữ diễn viên Mỹ
- 18 tháng 1: Nia Künzer, nữ cầu thủ bóng đá Đức
- 19 tháng 1: KOTOKO, ca sĩ người Nhật Bản
- 20 tháng 1: Felicitas Woll, nữ diễn viên Đức
- 22 tháng 1: Christopher Masterson, diễn viên Mỹ
- 24 tháng 1: 
  - DJ Bo, nữ DJ Việt Nam (m.2012)
  - Châu Gia Kiệt, ca sĩ người Việt Nam
- 25 tháng 1:
  - Christian Olsson, vận động viên điền kinh Thụy Điển
  - Xavi, cầu thủ bóng đá, huấn luyện viên người Tây Ban Nha
- 25 tháng 1: Jang Ja Yeon-Diễn viên Hàn Quốc
- 27 tháng 1:
  - Eva Padberg, người mẫu Đức
  - Marat Safin, vận động viên quần vợt Nga
- 28 tháng 1: Nick Carter, nam ca sĩ Mỹ
- 29 tháng 1:
  - Ivan Klasnić, cầu thủ bóng đá Croatia
  - Jason James quan toà, diễn viên Mỹ, nhạc sĩ
- 30 tháng 1: 
  - Christoph Teinert, cầu thủ bóng đá Đức
  - Jurica Vranješ, cầu thủ bóng đá Croatia
  - Wilmer Valderrama, diễn viên
  - Angela Williams, nữ vận động viên điền kinh Mỹ
- 31 tháng 1: Joel Brown, vận động viên điền kinh Mỹ

### Tháng 2
- 1 tháng 2: Otilino Tenorio, cầu thủ bóng đá (mất 2005)
- 3 tháng 2: Markus Esser, vận động viên điền kinh Đức
- 9 tháng 2:
  - Cassandra Steen, nữ ca sĩ nhạc soul Đức
  - Angelos Charisteas, cầu thủ bóng đá Hy Lạp
- 12 tháng 2:
  - Juan Carlos Ferrero, vận động viên quần vợt Tây Ban Nha
  - Vittorio Magro, ca sĩ nhạc pop Ý
  - Christina Ricci, nữ diễn viên Mỹ
- 13 tháng 2: Sebastian Kehl, cầu thủ bóng đá Đức
- 14 tháng 2: Lara, nữ ca sĩ Áo
- 15 tháng 2: Samira Makhmalbaf, nữ đạo diễn phim, nữ tác giả kịch bản
- 20 tháng 2: Anne Poleska, nữ vận động viên bơi lội Đức
- 22 tháng 2: Jonathan Woodgate, cầu thủ bóng đá Anh
- 24 tháng 2: Dương Hồng Loan, nữ ca sĩ Việt Nam
- 26 tháng 2: Necat Aygün, cầu thủ bóng đá
- 27 tháng 2: Chelsea Clinton, con gái của tổng thống Hoa Kỳ Bill Clinton
- 28 tháng 2: Christian Poulsen, cầu thủ bóng đá Đan Mạch

### Tháng 3
- 1 tháng 3: Đức Tiến, nam người mẫu và diễn viên người Việt Nam (m. 2024)
- 7 tháng 3: Laura Prepon, nữ diễn viên Mỹ
- 8 tháng 3: Mohamadou Idrissou, cầu thủ bóng đá
- 10 tháng 3: Sandra Stumptner, nữ nhạc sĩ
- 12 tháng 3: Hoàng Nhật Nam, đạo diễn người Việt Nam
- 13 tháng 3: Gabriel Melkam, cầu thủ bóng đá
- 15 tháng 3: Camilla Renschke, nữ diễn viên Đức
- 17 tháng 3: Torsten Hiekmann, tay đua xe đạp Đức
- 18 tháng 3: Alexei Konstantinovich Yagudin, vận động viên trượt băng nghệ thuật Nga
- 20 tháng 3:
  - Philipp Bönig, cầu thủ bóng đá người Đức
  - Dương Khắc Linh, nhạc sĩ người Việt Nam, chồng của nữ ca sĩ Sara Lưu
- 21 tháng 3:
  - Eric Baumann, tay đua xe đạp Đức
  - Andrei Kaschetschkin, tay đua xe đạp
  - Ronaldinho, cầu thủ bóng đá Brasil
- 22 tháng 3: Sebastian Schoof, cầu thủ bóng đá Đức
- 23 tháng 3: Edrissa Sonko, cầu thủ bóng đá
- 25 tháng 3:
  - Hanno Koffler, diễn viên Đức
  - Katrin Ritt, nữ diễn viên
- 27 tháng 3:
  - Nicolas Duvauchelle, diễn viên Pháp, người mẫu
  - Stefan Feth, vận động viên bóng bàn Đức
- 28 tháng 3: Albert Streit, cầu thủ bóng đá Đức
- 29 tháng 3:
  - Natalia Avelon, nữ diễn viên Đức
  - Kim Tae-hee, nữ diễn viên người Hàn Quốc, vợ của nam ca sĩ Bi Rain

### Tháng 4
- 2 tháng 4: Michael Mörz, cầu thủ bóng đá Áo
- 6 tháng 4: Tommi Evilä, vận động viên thể thao Phần Lan
- 8 tháng 4: Simone Oberer, nữ vận động viên điền kinh
- 9 tháng 4: Luciano Galletti, cầu thủ bóng đá Argentina
- 10 tháng 4:
  - Charlie Hunnam, diễn viên Anh
  - Jiayi Shao, cầu thủ bóng đá Đức
- 12 tháng 4: Brian McFadden, ca sĩ nhạc pop Ireland
- 13 tháng 4: Quentin Richardson, cầu thủ bóng rổ Mỹ
- 15 tháng 4: Frank Schleck, tay đua xe đạp Luxembourg
- 17 tháng 4: Marco Sullivan, vận động viên chạy ski Mỹ
- 19 tháng 4: Đổng Khiết, nữ diễn viên Trung Quốc
- 20 tháng 4: Jasmin Wagner, nữ ca sĩ nhạc pop Đức
- 23 tháng 4: Nils Döring, cầu thủ bóng đá Đức
- 24 tháng 4: Julia Hummer, nữ diễn viên Đức, nữ nhạc sĩ
- 25 tháng 4: Alejandro Valverde, tay đua xe đạp Tây Ban Nha
- 26 tháng 4: Jordana Brewster, nữ diễn viên Mỹ
- 27 tháng 4: Marisa Miller, người mẫu
- 29 tháng 4: Kian Egan, ca sĩ nhạc pop Ireland

### Tháng 5
- 2 tháng 5: Tim Borowski, cầu thủ bóng đá Đức
- 6 tháng 5: 
  - Ricardo Oliveira, cầu thủ bóng đá Brasil
  - Wolke Hegenbarth, nữ diễn viên Đức
  - Torsten Knabel, cầu thủ bóng đá Áo
- 8 tháng 5:
  - Michelle McManus, nữ ca sĩ Anh
  - David Loosli, tay đua xe đạp Thụy Sĩ
- 9 tháng 5: Grant Hackett, vận động viên bơi lội Úc
- 13 tháng 5: Preston Callander, vận động viên khúc côn cầu trên băng
- 16 tháng 5:
  - Simon Gerrans, tay đua xe đạp Úc
  - Jens Spahn, chính trị gia Đức
- 19 tháng 5: Drew Fuller, diễn viên Mỹ
- 21 tháng 5:
  - Lasse Kopitz, vận động viên khúc côn cầu trên băng Đức
  - Raab Himself, diễn viên Mỹ
- 23 tháng 5: Massimilian Porcello, cầu thủ bóng đá
- 27 tháng 5: Adam Aaron Hauser, vận động viên khúc côn cầu trên băng Mỹ
- 28 tháng 5: Mark Feehily, nam ca sĩ Ireland
- 30 tháng 5:
  - Steven Gerrard, cầu thủ bóng đá Anh
  - Joachim Standfest, cầu thủ bóng đá Áo

### Tháng 6
- 12 tháng 6: Rogerio, cầu thủ bóng đá Brasil
- 13 tháng 6: Sarah Connor, nữ ca sĩ Đức
- 15 tháng 6: Mary Carey, người mẫu, nữ diễn viên phim khiêu dâm, nữ chính trị gia
- 16 tháng 6: 
  - Sibel Kekilli, nữ diễn viên Đức
  - Martin Stranzl, cầu thủ bóng đá Áo
  - Dung Tổ Nhi, nữ ca sĩ, diễn viên lồng tiếng kiêm diễn viên truyền hình-diễn viên điện ảnh nổi tiếng người Hồng Kông gốc Trung Quốc
- 17 tháng 6: Venus Williams, nữ vận động viên quần vợt Mỹ
- 20 tháng 6: Fabian Wegmann, tay đua xe đạp Đức
- 26 tháng 6: Michael Vick, cầu thủ football Mỹ
- 30 tháng 6: 
  - Hạnh Nguyên, nữ ca sĩ dân ca Việt Nam
  - Rade Prica, cầu thủ bóng đá Thụy Điển

### Tháng 7
- 1 tháng 7: Robert Lechleiter, cầu thủ bóng đá Đức
- 3 tháng 7: Roland Mark Schoeman, vận động viên bơi lội Nam Phi
- 5 tháng 7: 
  - Eva Green, nữ diễn viên Pháp
  - Carsten Sträßer, cầu thủ bóng đá Đức
- 7 tháng 7: Michelle Kwan, nữ vận động viên trượt băng nghệ thuật Mỹ
- 10 tháng 7: Jessica Simpson, nữ ca sĩ nhạc pop Mỹ, nữ diễn viên
- 17 tháng 7: Raschid Ramzi, vận động viên điền kinh Maroc
- 18 tháng 7: 
  - Kristen Bell, nữ diễn viên Mỹ
  - Minh Quân, ca sĩ người Việt Nam
- 20 tháng 7: Gisele Bündchen, người mẫu Brasil
- 22 tháng 7: Kate Ryan, nữ ca sĩ Bỉ
- 25 tháng 7: Du-Ri Cha, cầu thủ bóng đá Hàn Quốc
- 27 tháng 7: Allan Davis, tay đua xe đạp Úc
- 29 tháng 7: Fernando González, vận động viên quần vợt Chile
- 30 tháng 7: Wojtek Czyz, vận động viên điền kinh Đức
- 31 tháng 7:
  - Vinicius Bergantin, cầu thủ bóng đá
  - Jiří Fischer, vận động viên khúc côn cầu trên băng Séc

### Tháng 8
- 2 tháng 8:
  - Susanne Bormann, nữ diễn viên người Đức
  - Dingdong Dantes (José Sixto G. Dantes III), diễn viên, nhà sản xuất phim người Phillipines, chồng của nữ diễn viên, ca sĩ Marian Rivera
- 4 tháng 8: Benjamin Köhler, cầu thủ bóng đá người Đức
- 5 tháng 8:
  - Eduardo Ribeiro Dos Santos, cầu thủ bóng đá người Brasil
  - Wayne Bridge, cầu thủ bóng đá người Anh
  - Aleksandar Mitreski, cầu thủ bóng đá
- 6 tháng 8: Roman Weidenfeller, cầu thủ bóng đá người Đức
- 11 tháng 8: Monika Pyrek, nữ vận động viên điền kinh người Ba Lan
- 12 tháng 8: Dominique Swain, nữ diễn viên Mỹ
- 15 tháng 8: Nathalie Press, nữ diễn viên Anh
- 16 tháng 8: Vanessa Carlton, nữ ca sĩ nhạc pop, nghệ sĩ dương cầm người Mỹ
- 17 tháng 8:
  - Jan Kromkamp, cầu thủ bóng đá người Hà Lan
  - Shannon Lucio, nữ diễn viên người Mỹ
- 18 tháng 8: Esteban Cambiasso, cầu thủ bóng đá người Argentina
- 20 tháng 8: Samuel Dumoulin, tay đua xe đạp người Pháp
- 21 tháng 8: Kelis, nữ diễn viên, ca sĩ người Mỹ
- 22 tháng 8: Roland Benschneider, cầu thủ bóng đá người Đức
- 24 tháng 8: Rachael Carpani, nữ diễn viên người Úc
- 26 tháng 8: Macaulay Culkin, diễn viên người Mỹ
- 27 tháng 8: Quang Huy, nhạc sĩ, nhà sản xuất thu âm, đạo diễn phim người Việt Nam, người sáng lập công ty giải trí Wepro, chồng cũ của nữ ca sĩ Phạm Quỳnh Anh
- 29 tháng 8:
  - Faiz-Kevin Mangat, ca sĩ nhạc pop người Đức
  - Perdita Felicien, nữ vận động viên điền kinh người Canada
  - Tạ Đình Phong (Nicholas Tse), ca sĩ, diễn viên người Hồng Kông

### Tháng 9
- 3 tháng 9: 
  - Carsten Rothenbach, cầu thủ bóng đá Đức
  - Stefan Buck, cầu thủ bóng đá Đức
  - Dương Hoàng Anh, người mẫu, diễn viên Việt Nam
- 4 tháng 9: Cem Islamoglu, cầu thủ bóng đá Thổ Nhĩ Kỳ
- 7 tháng 9: 
  - Sara Carrigan, tay đua xe đạp Úc
  - Emre Belözoğlu, cầu thủ bóng đá Thổ Nhĩ Kỳ
- 8 tháng 9: Daniel Steiner, vận động viên khúc côn cầu trên băng Thụy Sĩ
- 9 tháng 9: 
  - Steffen Hofmann, cầu thủ bóng đá Đức
  - Michelle Ingrid Williams, nữ diễn viên Mỹ
- 11 tháng 9: Antonio Pizzonia, tay đua Công thức 1 Brasil
- 12 tháng 9: Yao Ming, cầu thủ bóng rổ Trung Quốc
- 15 tháng 9: Thái Y Lâm (Jolin Tsai) nữ ca sĩ, nhà thiết kế thời trang người Đài Loan
- 18 tháng 9: Carolin Hingst, nữ vận động viên điền kinh Đức
- 21 tháng 9: Kareena Kapoor, nữ diễn viên Ấn Độ
- 23 tháng 9: Silvio Adzic, cầu thủ bóng đá Đức
- 24 tháng 9: Petri Pasanen, cầu thủ bóng đá Phần Lan
- 25 tháng 9:
  - Jessica Kessler, nữ vận động viên trượt băng nghệ thuật Đức
  - T.I., nam ca sĩ nhạc rap, nhạc sĩ, nhà sản xuất, diễn viên người Mỹ
- 26 tháng 9: 
  - Patrick Friesacher, đua xe Áo
  - Hàn Thái Tú, nam ca sĩ Việt Nam
- 30 tháng 9: 
  - Stefan Lindemann, vận động viên trượt băng nghệ thuật Đức
  - Martina Hingis, nữ vận động viên quần vợt Thụy Sĩ

### Tháng 10
- 4 tháng 10:
  - Giovanni Federico, cầu thủ bóng đá người Ý
  - Tomáš Rosický, cầu thủ bóng đá người Séc
- 8 tháng 10: Kasper Bögelund, cầu thủ bóng đá người Đan Mạch
- 11 tháng 10: Kasim Hoàng Vũ (Nguyễn Đức Hoàng Vũ), ca sĩ người Việt Nam
- 12 tháng 10: Nhật Dũng (Võ Nhật), nhà thiết kế áo dài người Việt Nam (mất 2021)
- 13 tháng 10: Ashanti Douglas, nữ ca sĩ người Mỹ
- 14 tháng 10: Ben Whishaw, diễn viên người Anh
- 15 tháng 10: Tom Boonen, tay đua xe đạp người Bỉ
- 16 tháng 10: Hồ Quỳnh Hương, nữ ca sĩ người Việt Nam
- 18 tháng 10: Daniel Krebs, diễn viên người Thụy Sĩ
- 20 tháng 10: Patrik Sinkewitz, tay đua xe đạp người Đức
- 24 tháng 10: Christian Vander, cầu thủ bóng đá người Đức
- 31 tháng 10: Samaire Armstrong, nữ diễn viên người Mỹ

### Tháng 11
- 5 tháng 11: 
  - Ranislav Jovanović, cầu thủ bóng đá
  - Christoph Metzelder, cầu thủ bóng đá người Đức
  - Geneviève Simard, nữ vận động viên chạy ski người Canada
- 6 tháng 11: 
  - Simon Cziommer, cầu thủ bóng đá người Đức
  - Lê Thành Công, nhạc sĩ người Việt Nam
- 12 tháng 11: 
  - Ryan Gosling, diễn viên người Canada
  - Rémo Meyer, cầu thủ bóng đá người Thụy Sĩ
- 13 tháng 11: Lương Gia Huy (Lương Đình Hiệp), ca sĩ người Việt Nam
- 17 tháng 11: Seyi Olajengbesi, cầu thủ bóng đá
- 20 tháng 11: Marek Krejčí, cầu thủ bóng đá người Slovakia
- 23 tháng 11: Ngọc Quỳnh, diễn viên người Việt Nam
- 25 tháng 11: Aleen Bailey, nữ vận động viên điền kinh người Jamaica
- 26 tháng 11: Robert Vujević, cầu thủ bóng đá người Đức

### Tháng 12
- 2 tháng 12:
  - Marco Engelhardt, cầu thủ bóng đá người Đức
  - Patrick Neumann, cầu thủ bóng đá người Đức
- 6 tháng 12: Sabrina Mockenhaupt, nữ vận động viên điền kinh người Đức
- 7 tháng 12:
  - John Terry, cầu thủ bóng đá người Anh
  - Clemens Fritz, cầu thủ bóng đá người Đức
- 10 tháng 12:
  - Ledley King, cầu thủ bóng đá người Anh
  - Roland Schwarzl, vận động viên điền kinh Áo
  - Michael Albasini, tay đua xe đạp người Thụy Sĩ
- 13 tháng 12: Tsumabuki Satoshi, diễn viên người Nhật Bản
- 15 tháng 12: Trish Thùy Trang (Nguyễn Thùy Trang), nữ ca sĩ, nhạc sĩ người Mỹ/Việt Nam
- 17 tháng 12: Carmen Casanova, nữ vận động viên chạy ski người Thụy Sĩ
- 18 tháng 12:
  - Christina Aguilera, nữ ca sĩ người Mỹ
  - Alexey Kosygin, Chủ tịch Hội đồng Bộ trưởng Liên Xô
- 19 tháng 12:
  - Thomas Borenitsch, cầu thủ bóng đá người Áo
  - Jake Gyllenhaal, diễn viên người Mỹ
- 20 tháng 12:
  - Martín Demichelis, cầu thủ bóng đá người Argentina
  - Ashley Cole, cầu thủ bóng đá người Anh
- 23 tháng 12:
  - Ngọc Hạ, nữ ca sĩ người Hoa Kỳ\Mỹ/Việt Nam
  - Trang Anh Thơ, nữ ca sĩ người Việt Nam
- 30 tháng 12: Eliza Dushku, nữ diễn viên người Mỹ

### Không rõ ngày, tháng
- Nguyễn Ngọc Oanh, Á hậu Việt Nam 2000

## Mất
- 3 tháng 1: Lucien Buysse, tay đua xe đạp Bỉ (sinh 1893)
- 7 tháng 1: Larry Williams, nam ca sĩ Mỹ, nghệ sĩ dương cầm (sinh 1935)
- 8 tháng 1: John William Mauchly, nhà vật lý học Mỹ (sinh 1907)
- 11 tháng 1: Barbara Pym, nhà văn nữ Anh (sinh 1913)
- 23 tháng 1: Lil Dagover, nữ diễn viên Đức (sinh 1887)
- 23 tháng 1: Ernst Ocwirk, cầu thủ bóng đá Áo, huấn luyện viên (sinh 1926)
- 31 tháng 1: Emanuel Sperner, nhà toán học Đức (sinh 1905)
- 1 tháng 2: Gastone Nencini, tay đua xe đạp Ý (sinh 1930)
- 2 tháng 2: William Howard Stein, nhà hóa sinh Mỹ, Giải Nobel (sinh 1911)
- 2 tháng 2: Joseph Fontanet, chính trị gia Pháp (sinh 1921)
- 3 tháng 2: Walter E. Richartz, nhà hóa học Đức, nhà văn (sinh 1927)
- 3 tháng 2: Klaus Brasch, diễn viên Đức (sinh 1950)
- 13 tháng 2: Marian Rejewski, nhà toán học Ba Lan (sinh 1905)
- 14 tháng 2: Victor Gruen, kiến trúc sư (sinh 1903)
- 14 tháng 2: Albert Walter, chính trị gia Đức (sinh 1885)
- 16 tháng 2: Edward Thomas Copson, nhà toán học Anh (sinh 1901)
- 16 tháng 2: Erich Hückel, nhà hóa học Đức, nhà vật lý học (sinh 1896)
- 17 tháng 2: Oskar Paulini, nhà văn Đức (sinh 1904)
- 19 tháng 2: Ronald Belfort Scott, nhạc sĩ nhạc rock (sinh 1946)
- 20 tháng 2: Joseph Banks Rhine, nhà tâm lý học Mỹ (sinh 1895)
- 22 tháng 2: Oskar Kokoschka, họa sĩ Áo, nhà văn (sinh 1886)
- 23 tháng 2: Enrico Celio, chính trị gia Thụy Sĩ, tổng thống (sinh 1889)
- 1 tháng 3: Dixie Dean, cầu thủ bóng đá Anh (sinh 1907)
- 2 tháng 3: Jarosław Iwaszkiewicz, nhà văn Ba Lan (sinh 1894)
- 5 tháng 3: Wilhelm Hoegner, luật gia Đức, chính trị gia (sinh 1887)
- 8 tháng 3: Max Miedinger, nghệ sĩ tạo hình Thụy Sĩ, (sinh 1910)
- 9 tháng 3: Olga Konstantinowna Tschechowa, nữ diễn viên Đức (sinh 1897)
- 13 tháng 3: Tauno Pylkkänen, nhà soạn nhạc Phần Lan (sinh 1918)
- 14 tháng 3: Manlio Giovanni Brosio, chính trị gia Ý (sinh 1897)
- 14 tháng 3: Anna Jantar, nữ ca sĩ Ba Lan (sinh 1950)
- 14 tháng 3: Mohammad Hatta, phó tổng thống, thủ tướng Indonesia (sinh 1902)
- 18 tháng 3: Tamara de Lempicka, nữ họa sĩ Ba Lan (sinh 1898)
- 21 tháng 3: Hans Dichgans, chính trị gia Đức (sinh 1907)
- 23 tháng 3: Dietrich Keuning, chính trị gia Đức (sinh 1909)
- 24 tháng 3: Oscar Romero, Giám mục Công giáo La Mã (sinh 1917)
- 25 tháng 3: Roland Barthes, nhà phê bình văn học Pháp, nhà văn, triết gia (sinh 1915)
- 25 tháng 3: Milton Erickson, bác sĩ tâm thần Mỹ, bác sĩ tâm lý (sinh 1901)
- 28 tháng 3: Dick Haymes, nam ca sĩ (sinh 1916)
- 30 tháng 3: Tôn Đức Thắng, Chủ tịch nước Việt Nam (s.1888)
- 31 tháng 3: Jesse Owens, vận động viên điền kinh Mỹ (sinh 1913)
- 4 tháng 4: Aleksander Ford, đạo diễn phim Ba Lan (sinh 1908)
- 12 tháng 4: William R. Tolbert, Jr., tổng thống Liberia (sinh 1913)
- 12 tháng 4: Abel Ferreira, nhà soạn nhạc Brasil (sinh 1915)
- 12 tháng 4: Maria Dietz, nữ chính trị gia Đức, nghị sĩ quốc hội liên bang (sinh 1894)
- 14 tháng 4: Gianni Rodari, nhà văn Ý (sinh 1920)
- 15 tháng 4: Jean-Paul Sartre, triết gia Pháp (sinh 1905)
- 19 tháng 4: Reinhard Cherubim, người đánh cờ Đức (sinh 1906)
- 20 tháng 4: Helmut Käutner, đạo diễn phim Đức, diễn viên (sinh 1908)
- 20 tháng 4: Heinrich Köppler, chính trị gia Đức (sinh 1925)
- 22 tháng 4: Friedrich Wilhelm Straßmann, nhà khoa học gia tự nhiên Đức (sinh 1902)
- 25 tháng 4: Albert Tönjes, chính trị gia Đức, nghị sĩ quốc hội liên bang (sinh 1920)
- 25 tháng 4: Mario Bava, đạo diễn phim Ý, tác giả kịch bản (sinh 1914)
- 29 tháng 4: Alfred Hitchcock, đạo diễn phim Anh, nhà sản xuất phim (sinh 1899)
- 2 tháng 5: George Pal, nhà sản xuất phim Hungary, đạo diễn phim (sinh 1908)
- 4 tháng 5: Josip Broz Tito, chính trị gia, thủ tướng, tổng thống Nam Tư (sinh 1892)
- 9 tháng 5: Joseph Breitbach, nhà văn Đức, nhà báo (sinh 1903)
- 15 tháng 5: Len Lye, nhà điêu khắc New Zealand, nghệ nhân, nhà văn (sinh 1901)
- 17 tháng 5: Harold Joseph Connolly, nhà báo Canada, thủ tướng (sinh 1901)
- 18 tháng 5: Ian Curtis, nam ca sĩ ban nhạc rock Anh Joy Division (sinh 1956)
- 21 tháng 5: Ida Kamińska, nữ diễn viên (sinh 1899)
- 2 tháng 6: Vasja Pirc, người đánh cờ Slovenia (sinh 1907)
- 5 tháng 6: Lauritz Lauritzen, chính trị gia Đức (sinh 1910)
- 5 tháng 6: Margret Dünser, nữ nhà báo Áo (sinh 1926)
- 7 tháng 6: Henry Miller, nhà văn Mỹ (sinh 1891)
- 7 tháng 6: Marian Spychalski, chính trị gia Ba Lan (sinh 1906)
- 8 tháng 6: Ernst Busch, nam ca sĩ Đức, diễn viên, đạo diễn phim (sinh 1900)
- 12 tháng 6: Josef Knecht, nhà xuất bản Đức (sinh 1897)
- 13 tháng 6: Walter Rodney, nhà sử học, chính trị gia Guyana (sinh 1942)
- 15 tháng 6: Sergio Pignedoli, Hồng y Giáo chủ (sinh 1910)
- 18 tháng 6: Kazimierz Kuratowski, nhà toán học Ba Lan (sinh 1896)
- 18 tháng 6: André Leducq, tay đua xe đạp Pháp (sinh 1904)
- 28 tháng 6: Yoshiro Irino, nhà soạn nhạc Nhật Bản (sinh 1921)
- 30 tháng 6: Walter Zimmermann, nhà sinh vật học Đức, nhà thực vật học (sinh 1892)
- 1 tháng 7: Charles Percy Snow, nhà khoa học Anh, nhà văn (sinh 1905)
- 5 tháng 7: Thaddäus Troll, nhà văn Đức (sinh 1914)
- 9 tháng 7: Vinícius de Moraes, thi sĩ Brasil, người chơi đàn ghita (sinh 1913)
- 11 tháng 7: Zygmunt Berling, tướng Ba Lan, chính trị gia (sinh 1896)
- 13 tháng 7: Seretse Khama, tổng thống đầu tiên của Botswana (sinh 1921)
- 19 tháng 7: Hans Morgenthau, luật gia Đức, nhà chính trị học (sinh 1904)
- 19 tháng 7: Heinrich Kiefer, họa sĩ Đức, nghệ sĩ tạo hình (sinh 1911)
- 22 tháng 7: Hans-Georg Bürger, đua ô tô Đức (sinh 1952)
- 23 tháng 7: Clyfford Still, họa sĩ Mỹ (sinh 1904)
- 24 tháng 7: Peter Sellers, diễn viên Anh (sinh 1925)
- 25 tháng 7: Wilhelm Reitz, chính trị gia Đức, nghị sĩ quốc hội liên bang (sinh 1904)
- 25 tháng 7: Wladimir Semjonowitsch Wyssozki, diễn viên Nga, thi sĩ, nam ca sĩ (sinh 1938)
- 2 tháng 8: Eduard Platner, chính trị gia Đức
- 9 tháng 8: Jacqueline Cochran, nữ phi công Mỹ
- 11 tháng 8: Willi Forst, diễn viên Áo, tác giả kịch bản, đạo diễn phim, nhà sản xuất (sinh 1903)
- 18 tháng 8: Norman Cazden, nhà soạn nhạc Mỹ (sinh 1914)
- 20 tháng 8: Joe Dassin, nam ca sĩ Pháp (sinh 1938)
- 22 tháng 8: Gabriel González Videla, chính trị gia Chile (sinh 1898)
- 23 tháng 8: Gerhard Hanappi, cầu thủ bóng đá (sinh 1929)
- 29 tháng 8: Franco Basaglia, bác sĩ tâm thần Ý (sinh 1924)
- 4 tháng 9: Wolfgang Gentner, nhà vật lý học Đức (sinh 1906)
- 5 tháng 9: Barbara Loden, nữ diễn viên Mỹ (sinh 1932)
- 8 tháng 9: Hermann Claudius, thi sĩ Đức (sinh 1878)
- 13 tháng 9: Joseph Suder, nhà soạn nhạc Đức, người điều khiển dàn nhạc (sinh 1892)
- 17 tháng 9: Anastasio Somoza Debayle, tổng thống Nicaragua (sinh 1925)
- 20 tháng 9: Josias Braun-Blanquet, nhà thực vật học Thụy Sĩ (sinh 1884)
- 21 tháng 9: Waldir Azevedo, nhà soạn nhạc Brasil (sinh 1923)
- 25 tháng 9: Lewis Milestone, đạo diễn phim Mỹ, tác giả kịch bản, nhà sản xuất phim (sinh 1895)
- 26 tháng 9: Pat Hare, nhạc sĩ blues Mỹ (sinh 1930)
- 27 tháng 9: Dietrich von Saucken, tướng Đức (sinh 1892)
- 3 tháng 10: Alberic O'Kelly de Galway, người đánh cờ Bỉ (sinh 1911)
- 8 tháng 10: Maria Holst, nữ diễn viên (sinh 1917)
- 15 tháng 10: Bobby Lester, nam ca sĩ Mỹ (sinh 1930)
- 15 tháng 10: Mikhail Alexeyevich Lavrentyev, nhà toán học Nga, nhà vật lý học (sinh 1900)
- 20 tháng 10: Robert Whittaker, nhà thực vật học Mỹ, nhà khí hậu học, giáo sư đại học (sinh 1920)
- 26 tháng 10: Marcello Caetano, nhà độc tài Bồ Đào Nha (sinh 1906)
- 27 tháng 10: John H. van Vleck, nhà vật lý học Mỹ (sinh 1899)
- 30 tháng 10: Eberhard Brünen, chính trị gia Đức (sinh 1906)
- 3 tháng 11: Ludwig Hohl, tác giả Thụy Sĩ (sinh 1904)
- 7 tháng 11: Wolfgang Weyrauch, nhà văn Đức (sinh 1904)
- 7 tháng 11: Adrienne Thomas, nhà văn nữ Đức (sinh 1897)
- 8 tháng 11: Friedrich Dörfel, cầu thủ bóng đá Đức (sinh 1915)
- 9 tháng 11: Fritz Lattke, họa sĩ Đức (sinh 1895)
- 9 tháng 11: Hoàng Thị Cúc, Hoàng thái hậu cuối cùng của chế độ phong kiến Việt Nam.
- 11 tháng 11: Harry Larva, vận động viên điền kinh Phần Lan, huy chương Thế Vận Hội (sinh 1906)
- 17 tháng 11: Bruno Gleitze, nhà kinh tế học Đức, chính trị gia (sinh 1903)
- 22 tháng 11: Mae West, nữ diễn viên Mỹ, nữ tác giả kịch bản (sinh 1893)
- 24 tháng 11: George Raft, diễn viên Mỹ (sinh 1901)
- 26 tháng 11: Konrad Wachsmann, kiến trúc sư Đức, kĩ sư (sinh 1901)
- 26 tháng 11: Richard Oelze, họa sĩ Đức (sinh 1900)
- 2 tháng 12: Romain Gary, nhà văn Pháp, thành viên của Résistance (sinh 1914)
- 5 tháng 12: Mary Lavater-Sloman, nhà văn nữ Đức (sinh 1891)
- 8 tháng 12: Petar Trifunović, kiện tướng cờ vua (sinh 1910)
- 8 tháng 12: John Lennon, nhạc sĩ Anh (The Beatles) (sinh 1940)
- 12 tháng 12: Jean Lesage, chính trị gia Canada (sinh 1912)
- 15 tháng 12: Thanh Hải, nhà thơ Việt Nam (sinh 1930)
- 16 tháng 12: Harland Sanders, nhà sáng lập KFC (sinh 1890)
- 19 tháng 12: Nasrollah Entezam, chính trị gia (sinh 1900)
- 22 tháng 12: Thomas Valentin, nhà văn Đức (sinh 1922)
- 23 tháng 12: Alec Wilder, nhà soạn nhạc Mỹ (sinh 1907)
- 26 tháng 12: Egidio Vagnozzi, Hồng y Giáo chủ (sinh 1906)
- 29 tháng 12: Oskar Matzner, chính trị gia Đức (sinh 1898)
- 29 tháng 12: Tim Hardin, nhạc sĩ Mỹ (sinh 1941)
- 30 tháng 12: Volker von Törne, nhà thơ trữ tình Đức, nhà văn (sinh 1934)
- 30 tháng 12: Guus de Serière, cầu thủ bóng đá Hà Lan (sinh 1893)
- 31 tháng 12: Raoul Walsh, đạo diễn phim Mỹ (sinh 1887)

## Giải thưởng Nobel
- Hóa học - Paul Berg, Walter Gilbert, Frederick Sanger
- Văn học - Czesław Miłosz
- Hòa bình - Adolfo Pérez Esquivel
- Vật lý - James Watson Cronin, Val Logsdon Fitch
- Y học - Baruj Benacerraf, Jean Dausset, George D. Snell
- Kinh tế - Lawrence R. Klein